# Pondus (pingvin)
 For alternative betydninger, se Pondus. (Se også artikler, som begynder med Pondus)
Pingvinen Pondus født 1963, død, september 1970, 7½ år gammel, var en af København Zoos gennem tiderne mest kendte dyr.
Kongepingvinen Pondus er en figur i den danske børnebog, Pondus Pingvin, skrevet og illustreret af Ivar Myrhøj i 1966. Pondus Pingvin kendes på det røde tørklæde, som den har om halsen. Myrhøjs inspiration til Pondus var en kongepingvin i Københavns Zoo, som han som pressefotograf skulle tage et billede af. Han fik den ide at give den et rødt halstørklæde på.
Myrhøj udgav fire bøger om Pondus Pingvin mellem 1966 og 1969:
- Pingvinen Pondus (i zoologisk have) , fortalt og fotograferet af Ivar Myrhøj
- Pondus og hans venner
- Pondus og lille Tine
- Pondus til fødselsdag

senere samlet i Den store Pondus bog
Bøgerne blev oversat til flere sprog, bl.a tysk og norsk.
Desuden er der senere udgivet andre bøger med/om pingvinen Pondus.
Udover bøgerne har Pusle Helmuth indsunget en plade om Pondus med sangene 'Godnat-sang til Pondus' og 'Pingvinmarch'.
Pr-chef Gunnar Dyrberg støttede Pondus som maskot og logo for Landmandsbanken, senere Den Danske Bank, hvor Pondus-sparebøsser modelleret af billedhuggeren Johannes Hansen blev givet til børn fra 1967. Efter to uger var 50 000 børn blevet medlemmer af Pondusklubben. Antallet voksede til 300.000 på kun et halvt år. Pondus har også givet navn til flere idrætsarrangementer med Landmandsbanken/Den Danske Bank som sponsor.
Til minde om den oprindelige Pondus har Johannes Hansen i 1972 lavet to statuer af et par kongepingviner, en i København Zoo og én på gågaden i Fredericia, lige uden for Den Danske Bank. Figurerne i Fredericia i det såkaldte ”Pondus-springvand” blev udført i glaseret stentøj, men var gentagne gange udsat for hærværk. Banken opsatte i 1973 nye figurer i bronze.
Statuen i Fredericia : 55°33′55.4″N 9°45′23.58″Ø / 55.565389°N 9.7565500°Ø

## Eksterne links
- Danske Banks side om Pondus